# Bergen auf Rügen
Bergen auf Rügen là huyện lỵ của huyện Vorpommern-Rügen (trước thuộc huyện Rügen) nằm giữa đảo của Rügen, bang Mecklenburg-Vorpommern, Đức.

## Thành phố kết nghĩa
- Oldenburg in Holstein, Đức
- Svedala, Thụy Điển
- Goleniów, Ba Lan

## Hình ảnh

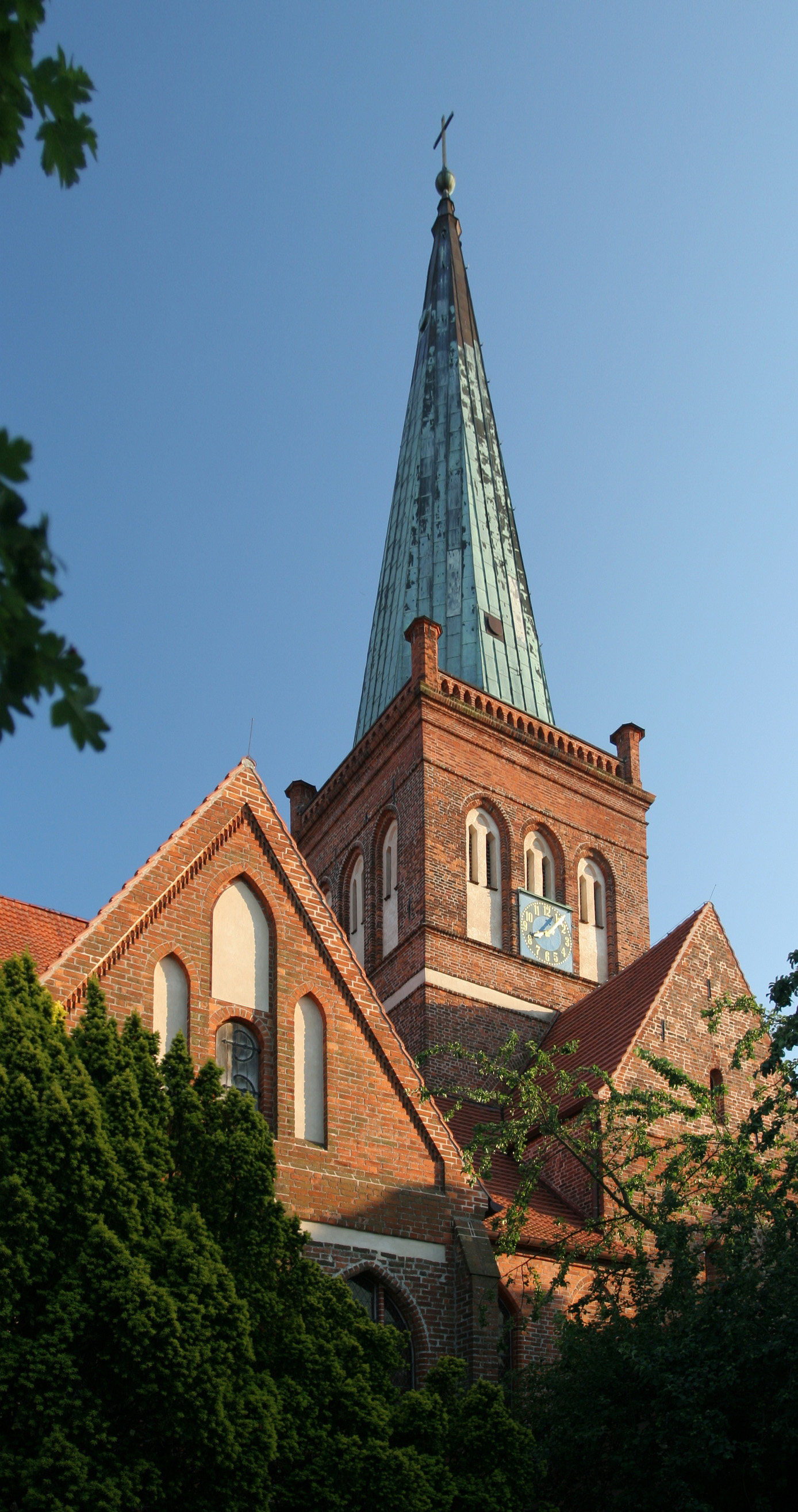
Marienkirche
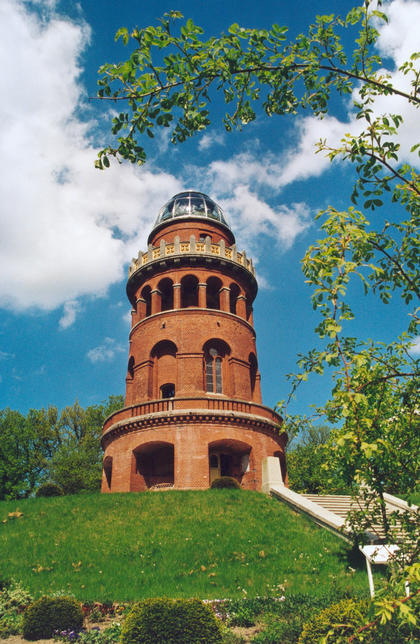
Rugard Tower
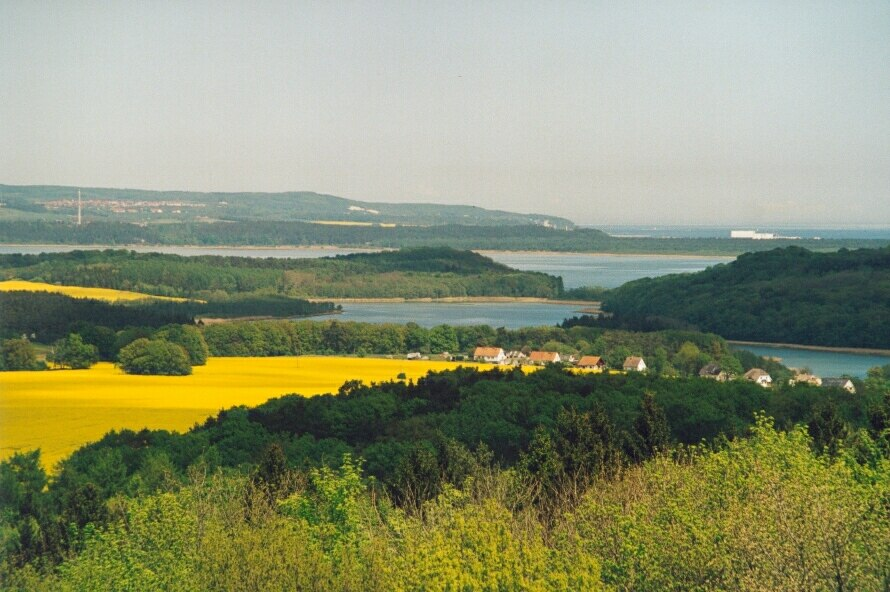
Panorama of shallow bays and the Baltic Sea (NE)